# 伊百六十二型潜水艦
| 伊162型潜水艦（海大4型） | 伊162型潜水艦（海大4型）                                                                                            |
| ------------------------ | --- |
| 伊164                    | |
| 艦級概観                 | |
| 艦種                     | 一等潜水艦 |
| 艦名                     | |
| 前級                     | 伊百五十六型潜水艦（海大3型b）                                                                                      |
| 次級                     | 伊百六十五型潜水艦（海大5型）                                                                                       |
| 性能諸元                 | |
| 排水量                   | 基準：1,635トン 常備：1,720トン 水中：2,300トン                                                                     |
| 全長                     | 97.70m |
| 全幅                     | 7.80m |
| 吃水                     | 4.83m |
| 機関                     | ラ式2号ディーゼル2基2軸 水上：6,000馬力 水中：1,800馬力                                                             |
| 速力                     | 水上：20.0kt 水中：8.5kt                                                                                            |
| 航続距離                 | 水上：10ktで10,800海里 水中：3ktで60海里                                                                            |
| 燃料                     | 重油：230t |
| 乗員                     | 58名 |
| 兵装                     | 40口径十一年式12cm単装砲1門 留式7.7mm機銃1挺 53cm魚雷発射管 艦首4門、艦尾2門 八九式魚雷14本 Kチューブ（水中聴音機） |
| 備考                     | 安全潜航深度：60m                                                                                                   |

伊百六十二型潜水艦（いひゃくろくじゅうにがたせんすいかん）は、大日本帝国海軍の潜水艦の艦級。海大IV型（かいおおよんがた）とも。同型艦3隻。事故沈没1隻、戦没1隻、戦後に処分された艦1隻。

## 概要
1923年（大正12年）度計画で建造された12隻の潜水艦のうち最後の3隻。計画番号S28。1929年（昭和4年）から1930年（昭和5年）にかけて竣工した。
前型（海大3型b）との最大の相違は機関をズルツァー式ディーゼルからドイツ・MAN社が設計したラウシェンバッハ式ディーゼルに変更したことである。その他船体の形状に変更はない。ただ大きさが若干（全長で3mほど）小さくなり、魚雷発射管は艦首4門艦尾2門となり2門の減少、魚雷も2本減少し14本となった。また水中速力が0.5ノット速くなり8.5ノットとなった。

## 戦歴
1941年（昭和16年）に伊61が訓練中に沈没した。残った2艦は太平洋戦争中に主に通商破壊に従事、伊164は1942年（昭和17年）に戦没した。伊162は1944年（昭和19年）以降は内地で練習艦となり終戦まで残存、戦後海没処分された。

## 同型艦
1942年（昭和17年）5月20日に改称、艦番に100を加えた。
- 伊号第六十一潜水艦
  - 1929年（昭和4年）4月6日竣工（三菱神戸）。1941年（昭和16年）10月2日古志岐水道北方で木曽丸と衝突沈没。
- 伊号第百六十二潜水艦 ← 伊号第六十二潜水艦から改称
  - 1930年（昭和5年）4月24日竣工（三菱神戸）。1946年（昭和21年）4月1日五島列島沖で海没処分。
- 伊号第百六十四潜水艦 ← 伊号第六十四潜水艦から改称
  - 1930年（昭和5年）8月30日竣工（呉海軍工廠）。1942年（昭和17年）5月17日九州南方で米潜トライトンの攻撃で沈没、25日に沈没と認定された。

## 潜水隊の変遷
伊162型は同型艦3隻からなるため、3隻で1個潜水隊を編成した。佐世保鎮守府に配備されたため、佐鎮の固有番号を与えられて第29潜水隊となった。

### 第二十九潜水隊
昭和5年4月24日に佐世保鎮守府籍の伊61・伊62の2隻で編成。その後遅れて竣工した伊64を編入した。昭和16年1月8日に伊61が事故により失われ、残った2隻は太平洋戦争に参加し、マレー作戦に参加した後、主にインド洋で活動したが、戦争初期の昭和17年3月10日に解隊された。
1930年(昭和5年)4月24日：伊61、伊62で編成。第29潜水隊司令松野省三中佐。第一艦隊第1潜水戦隊。
1930年(昭和5年)8月30日：竣工した伊64を編入。
1931年(昭和6年)11月2日：第29潜水隊司令渡部徳四郎中佐。第二艦隊第2潜水戦隊。
1932年(昭和7年)12月1日：第29潜水隊司令佐藤勉中佐。
1934年(昭和9年)3月20日：伊64が予備艦となる。
1934年(昭和9年)11月1日：第29潜水隊司令中邑元司中佐。
1935年(昭和10年)10月21日：伊62が予備艦となる。
1935年(昭和10年)11月1日：伊61が予備艦となる。
1935年(昭和10年)11月15日：第29潜水隊司令原田覚中佐。
1937年(昭和12年)12月1日：第29潜水隊司令三好輝彦中佐。
1938年(昭和13年)12月15日：第29潜水隊司令加藤与四郎中佐。
1939年(昭和14年)3月1日：伊64が予備艦となる。
1939年(昭和14年)11月15日：伊62が予備艦となる。
1939年(昭和14年)12月23日：第29潜水隊司令久米幾次中佐。
1940年(昭和15年)3月20日：佐世保鎮守府第三予備艦。
1940年(昭和15年)11月15日：連合艦隊第5潜水戦隊に編入。
1941年(昭和16年)10月1日：第29潜水隊司令玉木留次郎中佐。
1941年(昭和16年)10月2日：壱岐水道で伊61事故沈没(久米司令殉職)。
1941年(昭和16年)10月31日：伊61(書類上在籍)は第四予備艦となり第29潜水隊から除かれる。1942年(昭和17年)4月1日除籍。
1942年(昭和17年)3月10日：解隊。伊62は第28潜水隊に、伊64は第30潜水隊にそれぞれ編入。第28潜水隊については第28潜水隊の項で、第30潜水隊については第30潜水隊の項で記述する。